# Циганський яр (Луганськ)
Циганський яр — місцевість у центрі Луганська. 
Знаходиться за Центральним ринком (між вулицями Магнітогорською й Алєксєєва). 

## Назва
Назва пов'язана із циганами, які жили тут до початку 1970-х років.

## Історичний огляд

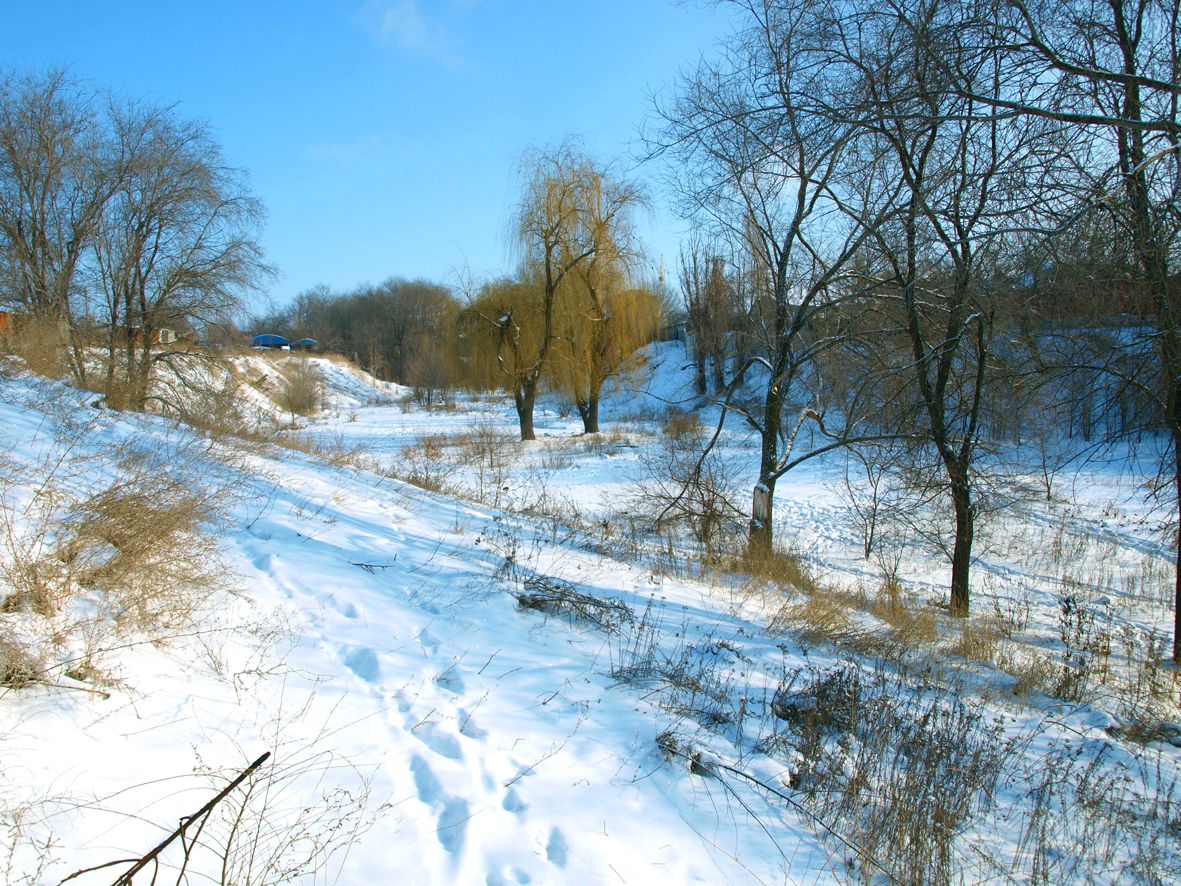
Циганський яр

Заселення району, що знаходився між сучасними вулицями Радянською і Газети «Луганська правда», розпочалось у 1920-х роках. На схилах Циганського яру також зводились невеликі мергельні халупки, які утворили Циганський хутір. Після Другої світової війни тут жили люди різних національностей, зокрема цигани. За хутором існував стихійний речовий базар, на якому торгували «мішечники-спекулянти». 
Із забудовою нового центра міста на рубежі 1950-х – 1960-х років будівлі приватного сектора уздовж сучасного Центрального ринка, вулиць Радянської і Челюскінців підлягали знесенню. Поступово засипали і сам яр. 
Водночас у 1950-х – 1960-х роках Циганський хутір набув лихої слави. Цигани постійно скоювали численні квартирні крадіжки, пограбування городян та інші злочини. На рубежі 1960-х – 1970-х років керівництво області перед правоохоронними органами поставило завдання ліквідувати це «злочинне кубло». 
Операцію із знешкодження злочинців, яка розпочалась рано вранці, очолив тодішній начальник міського управління внутрішніх справ полковник міліції Миколай Петрович Водько. У ній взяли участь близько 200 правоохоронців. Було затримано десятки злочинців, виявлено вкрадені золоті прикраси вагою у кілька кілограмів, які цигани нашвидкуруч ховали у помийних відрах. 
Оскільки мешканці хутора оселились на самозахопленій землі, практично всіх циган, проти яких не було порушено кримінальних справ, депортували звідси у різні частини країни. У 1973-1974 роках Циганський яр очистили від будівель. 
На початку 1980-х років у ньому розпланували ландшафтний парк з фонтаном, однак він так і не став популярним місцем городян. А на початку 1990-х років на території яра встановили ятки Центрального ринка.
На місці колишнього Циганського хутора і речового базару виросли нові будинки приватного сектора (сучасні вулиці Алєксєєва, Якубовського, Старих Більшовиків).

## Сучасність
Згідно з Генеральним планом 2011 року влада збирається звільнити яр від торговельних місць. Натомість планується звести нові будинки і паркінг.